# Pornchai Thongburan
Pornchai Thongburan (thailändisch พรชัย ทองบุราณ; * 1. Juli 1974 in Amphoe Kut Khaopun, Ubon Ratchathani) ist ein ehemaliger thailändischer Boxer. Pornchai war Bronzemedaillengewinner der Asienspiele 1994 und der Olympischen Spiele 2000.

## Karriere
Pornchai begann mit 10 Jahren mit dem Thaiboxen und wechselte mit 17 Jahren zum Boxen.
1994 nahm Pornchai an den Asienspielen teil, bei denen er eine Bronzemedaille im Halbweltergewicht (bis 63,5 kg) errang. Bei den Asienmeisterschaften im Jahr darauf, schied er im Halbmittelgewicht (bis 71 kg) startend jedoch bereits im ersten Kampf aus.
1997 errang Pornchai seinen ersten Titel, als er die Südostasienspiele gewann. Bei den Asienmeisterschaften 1999  schied er jedoch bereits im Viertelfinale aus. Ebenfalls 1999 gewann er die Südostasienspiele.
Mit diesem Erfolg qualifizierte er sich für die Olympischen Spiele 2000, bei denen er nach Siegen über Károly Balzsay, Ungarn (17:12), und Mohamed Hikal, Ägypten (15:9), das Halbfinale erreichte, welches er gegen Marian Simion, Rumänien (26:16), verlor und damit die olympische Bronzemedaille gewann.
Nach diesem großen Erfolg gewann Pornchai noch die Südostasienspiele 2001 im Halbschwergewicht (bis 81 kg) und nahm 2003 erfolglos an den Weltmeisterschaften in seinem Heimatland teil, da er bereits im ersten Kampf auf den späteren Vizeweltmeister Magomed Aripgadijew, Belarus (24:8), traf, bevor er seine Karriere beendete.
Nach dem Boxen wurde Pornchai Unteroffizier bei den thailändischen Marine. Er ist verheiratet und hat ein Kind.